# Fantax
Fantax est une série de bande dessinée française de super-héros, créée en 1946 par le scénariste J. K. Melwyn-Nash (Marcel Navarro) et par le dessinateur Chott (Pierre Mouchot, également éditeur de la série). Ce fut l’un des premiers héros costumés publiés dans la presse française et, sans doute, le plus connu de son époque.
Un certain nombre d'épisodes ont été dessinés par Robert Rocca (alias Bob Roc). Marcel Navarro assure les scénarios jusqu'au no 29, après quoi Chott le remplace. La série remporte en son temps un très grand succès commercial, mais a maille à partir avec la censure qui lui reproche sa violence. Elle cesse de paraître en 1949, en raison de la nouvelle loi sur les publications destinées à la jeunesse. Huit nouveaux épisodes paraissent en 1959, scénarisés par Chott et illustrés par Rémi Bordelet.

## Création
Fantax naît d'un projet commun entre deux lyonnais, le scénariste Marcel Navarro et le dessinateur Pierre Mouchot. Navarro avait précédemment travaillé pour la SAGE mais n'avait pas souhaité suivre la société lors de son déménagement à Paris. Cherchant du travail, il s'associe avec Mouchot qu'il avait rencontré pendant la guerre alors que tous deux travaillaient à la SAGE, et conçoit avec lui des idées de séries. Le personnage de Fantax — premier véritable super-héros français de l'après-guerre — convainc le journal Paris-Monde illustré, qui l'accueille dans ses pages en mai 1946 (no 26). Mais, très vite, Mouchot crée sa propre maison d'édition — qui prendra par la suite le nom de Société d'éditions rhodaniennes — afin de publier Fantax dans un périodique à son nom. Marcel Navarro participera, quant à lui, avec d'autres auteurs à la créations des éditions Lug.  
Le premier numéro du journal Fantax parait le 15 juillet 1946, dans une collection intitulée Reportages sensationnels. Marcel Navarro assure les scénarios jusqu'au no 29, après quoi il cesse de travailler avec Pierre Mouchot en raison du refus de ce dernier de le prendre comme associé. De manière inhabituelle pour la presse de l'époque, le journal prévient alors ses lecteurs que J-K Melwyn-Nash « ne sera plus en mesure d'assurer les reportages ».

## Description

### Synopsis
Fantax est un justicier masqué, sous le costume duquel se cache un lord, Lord Horace Neighbour. Ses aventures se déroulent d'abord dans un décor urbain, où il affronte le crime organisé. Accompagné de son épouse Pat, il voyage ensuite dans des pays exotiques — africains, latino-américains… — et se trouve confronté à des civilisations oubliées.

### Personnages
Fantax rassemble les signes distinctifs des super-héros : il se présente dans un costume rouge et noir et cache sa véritable identité. Dans la vie civile, il se nomme Lord Horace Neighbour, et exerce la très honorable profession d’attaché d’ambassade. Héros de l’ombre, il se déguise et sort la nuit pour faire la chasse aux gangsters. S'il n'a pas de super-pouvoirs, Fantax est un athlète complet qui possède une force très supérieure à la moyenne, lui permettant couramment d'affronter plusieurs adversaires à la fois. Lui et son épouse ont deux enfants, un garçon et une fille. Le personnage est principalement inspiré du Fantôme du Bengale, que le scénariste appréciait beaucoup : il est d'ailleurs surnommé l'« Ombre qui tue », alors que le Fantôme est quant à lui surnommé l'« Ombre qui marche » (Fantax a comme autres surnoms « l'Ange noir » ou l'« l'Homme noir »). Jean-Marc Lofficier remarque quant à lui des ressemblances avec un autre personnage américain, le super-héros Hourman.
Lady Patricia, épouse de Lord Neighbour, connaît sa double identité et l'aide activement dans ses enquêtes. Dans le troisième épisode, elle utilise un costume rouge et noir similaire à celui du héros (si ce n'est qu'aucune cagoule ne cache sa chevelure) ; les auteurs ne reprennent cependant pas cette idée dans les épisodes suivants. Les lecteurs la surnomment cependant par la suite Lady Fantax, bien que le personnage n'ait jamais utilisé ce nom de code dans la série.
Murph, domestique de Lord Neighbour.
Al Capy, gangster et adversaire récurrent de Fantax.

## Caractéristiques de la série
Les auteurs prennent le parti de présenter la série comme une suite de « reportages », qui raconteraient les exploits d'un personnage authentique dont ils seraient en quelque sorte les biographes. Les premières couvertures portent ainsi les mentions « D'après le reportage de J.K. Melwyn-Nash » (qui disparaît après le départ de Navarro) et « Publié avec l'autorisation spéciale de Lord Horace Neighbour » (remplacée ensuite par « D'après le récit de Lord Neighbour »). 
Si les aventures de Fantax, quand elles ont pour cadre des pays exotiques, se déroulent dans un contexte « colonialiste », la série évite cependant le racisme, et le héros affronte dans un épisode le Ku Klux Klan. Les histoires se signalent par un niveau de violence assez élevé pour l'époque ; Fantax use contre les criminels de méthodes expéditives, se sert volontiers d'armes à feu et va jusqu'à décapiter ses adversaires d'un coup de sabre.
Le fait que les histoires de Fantax, au cadre initialement urbain, se déroulent assez vite dans des décors exotiques, est notamment dû au fait que Chott et les illustrateurs qui lui suppléent plagient régulièrement les dessins de séries américaines, avec une préférence pour les aventures de Tarzan. Outre les dessins de Burne Hogarth pour Tarzan, on reconnaît au fil des planches des dessins d'autres séries de l'époque comme Agent Secret X-9 ou Terry et les Pirates. Dans l'épisode no 29, La Rose du Levant, Fantax est ainsi confronté à une reine des gangsters chinois, qui n'est autre que Dragon Lady, personnage récurrent de Terry et les Pirates. Si la pratique est, à l'époque, courante dans la bande dessinée, elle fait réagir les Éditions Mondiales de Cino Del Duca qui publient alors les séries de Tarzan en France, et qui — sans doute agacées par le succès grandissant du petit éditeur lyonnais, et sans tenir compte du fait qu'elles avaient elles-mêmes usé de cette méthode — finissent par intenter un procès aux éditions Mouchot. 
Outre ces « emprunts » récurrents, Chott et ses collaborateurs ont tendance, par mesure d'économie, à se plagier eux-mêmes en reproduisant leurs dessins d'un épisode sur l'autre : la même image de Fantax bondissant est ainsi réutilisée à de multiples reprises.

## Accueil
La série remporte à l'époque un grand succès en France : le premier épisode s'écoule à environ 90 000 exemplaires et les ventes semblent être montées jusqu'à 100 000, ce qui représente un véritable triomphe commercial pour Pierre Mouchot, petit éditeur qui vient alors de monter sa société. Mouchot lance rapidement un fan-club réunissant les lecteurs, le Club de l'audace. Les lecteurs de Fantax, fédérés par le courrier des lecteurs ou par le Club de l'audace, peuvent organiser des bourses d'échange et commander des insignes, voire une statuette à l'effigie du héros, ce qui constitue apparemment une première en France.
Avec le succès de ses autres titres comme Big Bill le casseur, Chott/Mouchot devient l'un des auteurs et éditeurs en vue de la presse jeunesse en France. Il exporte son personnage en Italie, en louant les droits à un éditeur local ; cela se traduira cependant par des déboires, les Italiens continuant à rééditer Fantax pendant des années sans rien reverser aux Français. Un plagiat de Fantax, intitulé Maskar, paraît en outre en Italie, avec en couverture des dessins de Chott à peine retouchés.

## Déboires et premier arrêt de la série
La violence de la série vaut cependant à la série et à son éditeur d'être — comme beaucoup de titres jeunesse de l'époque — dénoncés par la presse catholique et communiste. En 1949, l'Assemblée nationale adopte la loi sur les publications destinées à la jeunesse, qui régule sévèrement le niveau de violence que peuvent contenir ces publications. Fantax ne pouvant espérer continuer à paraître dans ces conditions, Mouchot décide d'arrêter la série avant même la promulgation de la loi. Mais, alors qu'à la même époque d'autres bande dessinées du même type cessent de paraître sans bruit, l'auteur choisit de frapper un grand coup en mettant un terme aux aventures de Fantax de manière dramatique. Le gangster Al Capy provoque en effet la mort de Barbara, la fille de lord Horace Neighbour : le dernier épisode montre le héros pleurant son enfant, et décidant de raccrocher sa cape. 
Mouchot choisit cependant de prolonger la série dans une nouvelle publication, Fantax Magazine, qui ne contient que des nouvelles non illustrées (ce qui permet d'éviter les poursuites liées aux visuels). Les récits mettant en scène Fantax sont signées J.F. Ronald-Wills, un pseudonyme qui semble avoir caché Max-André Dazergues ; ce nouvel avatar de Fantax, proposé sur un format différent de la bande dessinée, ne semble cependant pas avoir connu de succès. Mouchot tente en 1950 de relancer Reportages sensationnels, mais y renonce rapidement.

## Dernière tentative de relance
Chott profite de la renommée de Fantax en lançant en 1955 un autre personnage, le policier Black Boy, qui n'est autre Horace Neighbour Jr, le fils de Fantax ; les aventures de ce nouveau héros paraissent jusqu'en 1961 dans divers petits formats comme Rancho ou Fantasia. Fantax en personne, représenté en justicier retraité, fait quelques apparitions dans la série pour donner des conseils à son fils. L'un des avantages de Black Boy, par rapport à Fantax, est de ne pas porter de masque et de ne pas cacher son identité, ce qui lui permet d'éviter deux des principaux reproches faits à l'époque aux super-héros par la censure française. 
Le fait d'avoir sabordé son titre-phare n'empêche cependant Pierre Mouchot pas de faire l'objet, au fil des années, de plusieurs procès pour le contenu « traumatisant » de ses revues. Fin 1957, la justice lui donne raison en déboutant les plaignants qui lui reprochaient la nocivité de ses revues pour la jeunesse. L'auteur/éditeur, temporairement libéré des tracasseries administratives et judiciaires, décide en 1959 de relancer Fantax. Fait rare pour l'époque, les nouveaux épisodes prennent en compte la continuité de la série et la chronologie : on retrouve lord Horace Neighbour, plus âgé mais toujours en forme, qui reprend du service en découvrant que sa fille Barbara n'est pas morte. Mais cette nouvelle série, après dix ans d'interruption, ne retrouve pas le succès d'antan et s'interrompt assez vite. De surcroît, la décision de justice favorable à la Société d'éditions rhodaniennes est cassée en appel, ce qui fait repartir la procédure à zéro. Enfin, en janvier 1961, à la suite d'une énième poursuite liée à ses revues, Mouchot est condamné à un mois de prison ferme et 500 euros d'amende. Il évite de purger sa peine grâce à une loi d'amnistie passée en 1959, mais, très éprouvé, décide de fermer sa société. L'histoire de Pierre Mouchot marque durablement le milieu des éditeurs français de presse jeunesse, qui prennent dès lors grand soin d'éviter de tels déboires.

## Postérité
Se situant dans la lignée des personnages américains de justiciers comme Le Fantôme du Bengale, Batman ou The Shadow, Fantax annonce d'autres séries de bande dessinée européennes comme les italiens Diabolik et Satanik ou le britannique Spiderman.
En 1978, l'Italien Camillo Conti réédite l'ensemble de la série en fac-similé, alors que les éditeurs français ne s'y intéressent plus.
En 1986, une anthologie est publiée en album sous le titre Fantax est de retour. En 2010, les héritiers de Pierre Mouchot entreprennent l'édition d'une intégrale de la série en albums, les épisodes ayant bénéficié d'une restauration effectuée par Reed Man.

## Publications

### Revues

#### Paris-Monde Illustré
- Fantax chez les Gangsters, 1946, du no 26 au 47.

#### Fantax Magazine(Première série)
- 1 Le Gentleman Fantôme, Éditions Pierre Mouchot, 1946
Scénario : J. K. Melwyn-Nash - Dessin : Chott
- 2 L'Ombre qui tue, Éditions Pierre Mouchot, 1946
Scénario : J. K. Melwyn-Nash - Dessin : Chott
- 3 La Lutte contre Al Capy, Éditions Pierre Mouchot, 1946
Scénario : J. K. Melwyn-Nash - Dessin : Chott
- 4 Fantax contre l'homme qui terrorisait New York, Éditions Pierre Mouchot, 1946
Scénario : J. K. Melwyn-Nash - Dessin : Chott
- 5 Fantax contre le "Werewolf", Éditions Pierre Mouchot, 1946
Scénario : J. K. Melwyn-Nash - Dessin : Chott
- 6 Les Pirates de l'Edelweiss, Éditions Pierre Mouchot, 1946
Scénario : J. K. Melwyn-Nash - Dessin : Chott
- 7 La Torture du Corbeau, Éditions Pierre Mouchot, 1946
Scénario : J. K. Melwyn-Nash - Dessin : Chott
- 8 Le Vautour de la jungle, Éditions Pierre Mouchot, 1947
Scénario : J. K. Melwyn-Nash - Dessin : Chott
- 9 Le Gang de la mort, Éditions Pierre Mouchot, 1947
Scénario : J. K. Melwyn-Nash - Dessin : Chott
- 10 Fusillade à Brooklyn, Éditions Pierre Mouchot, 1947
Scénario : J. K. Melwyn-Nash - Dessin : Chott
- 11 La Mort noire, Éditions Pierre Mouchot, 1947
Scénario : J. K. Melwyn-Nash - Dessin : Chott
- 12 Les Six Gardiennes de l'enfer, Éditions Pierre Mouchot, 1947
Scénario : J. K. Melwyn-Nash - Dessin : Chott
- 13 Fantax contre le Ku-Klux-Klan, Éditions Pierre Mouchot, 1947
Scénario : J. K. Melwyn-Nash - Dessin : Chott
- 14 La Maison des sept géants, Éditions Pierre Mouchot, 1947
Scénario : J. K. Melwyn-Nash - Dessin : Chott
- 15 Le Monde du silence, Éditions Pierre Mouchot, 1947
Scénario : J. K. Melwyn-Nash - Dessin : Robert Rocca
- 16 La Prêtresse du soleil, Éditions Pierre Mouchot, 1947
Scénario : J. K. Melwyn-Nash - Dessin : Robert Rocca
- 17 Les Écumeurs de Londres, Éditions Pierre Mouchot, 1947
Scénario : J. K. Melwyn-Nash - Dessin : Robert Rocca
- 18 Le Château de l'épouvante, Éditions Pierre Mouchot, 1947
Scénario : J. K. Melwyn-Nash - Dessin : Robert Rocca
- 19 Le Désert de la peur, Éditions Pierre Mouchot, 1947
Scénario : J. K. Melwyn-Nash - Dessin : Chott
- 20 Terre de feu, Éditions Pierre Mouchot, 1947
Scénario : J. K. Melwyn-Nash - Dessin : Chott
- 21 Les Buveurs de sang, Éditions Pierre Mouchot, 1947
Scénario : J. K. Melwyn-Nash - Dessin : Robert Rocca
- 22 La Jungle en délire, Éditions Pierre Mouchot, 1947
Scénario : J. K. Melwyn-Nash - Dessin : Robert Rocca
- 23 Les Tigres noirs, Éditions Pierre Mouchot, 1947
Scénario : J. K. Melwyn-Nash - Dessin : Robert Rocca
- 24 La Rose du Levant, Éditions Pierre Mouchot, 1947
Scénario : J. K. Melwyn-Nash - Dessin : Robert Rocca
- 25 Coupeurs de têtes, Éditions Pierre Mouchot, 1947
Scénario : J. K. Melwyn-Nash - Dessin : Robert Rocca
- 26 La Tour de la faim, Éditions Pierre Mouchot, 1948
Scénario : J. K. Melwyn-Nash - Dessin : Robert Rocca
- 27 Dans le grand silence blanc, Éditions Pierre Mouchot, 1948
Scénario : J. K. Melwyn-Nash - Dessin : Chott
- 28 La Proie du monstre, Éditions Pierre Mouchot, 1948
Scénario : J. K. Melwyn-Nash - Dessin : Chott
- 29 Sous le signe du Cobra, Éditions Pierre Mouchot, 1948
Scénario : J. K. Melwyn-Nash - Dessin : Robert Rocca
- 30 Évadés de l'enfer, Éditions Pierre Mouchot, 1948
Scénario : Chott - Dessin : Robert Rocca
- 31 Le Spectre de la mine, Éditions Pierre Mouchot, 1948
Scénario et dessin : Chott
- 32 Le Monstre de l'abîme, Éditions Pierre Mouchot, 1948
Scénario et dessin : Chott
- 33 L'Atoll mystérieux, Éditions Pierre Mouchot, 1948
Scénario et dessin : Chott
- 34 Le Jockey sans nom, Éditions Pierre Mouchot, 1948
Scénario et dessin : Chott
- 35 Le Bolide noir, Éditions Pierre Mouchot, 1948
Scénario : Chott - Dessin : Robert Rocca
- 36 La Piste tragique, Éditions Pierre Mouchot, 1949
Scénario : Chott - Dessin : Robert Rocca
- 37 Échec à Banserman, Éditions Pierre Mouchot, 1949
Scénario : Chott - Dessin : Robert Rocca
- 38 Le Retour d'Al Capy, Éditions Pierre Mouchot, 1949
Scénario et dessin : Chott
- 39 Fantax Joue… et Perd !, Éditions Pierre Mouchot, 1949
Scénario et dessin : Chott

#### Fantax Magazine(Seconde série)
- 0 La Perle de Manille, Éditions Pierre Mouchot, Du no 1 au 6, 1949
Scénario : Max-André Dazergues - Dessin : J-F. Ronald-Wills
- 0 Les Nouvelles Aventures de Lord Horace Neighbour, Éditions Pierre Mouchot, Du no 1 au 5, 1950
Scénario : Chott - Dessin : Remy Bordelet

#### Fantax Magazine(Troisième série)
- 1 L'Homme noir prend la main, SER, 1959
Scénario : Chott - Dessin : Remy Bordelet
- 2 L'Ange noir (1), SER, 1959
Scénario : Chott - Dessin : Remy Bordelet
- 3 L'Ange noir (2), SER, 1959
Scénario : Chott - Dessin : Remy Bordelet
- 4 L'Enfer blanc (1), SER, 1959
Scénario : Chott - Dessin : Remy Bordelet
- 5 L'Enfer blanc (2), SER, 1959
Scénario : Chott - Dessin : Remy Bordelet
- 6 L'Enfer blanc (3), SER, 1959
Scénario : Chott - Dessin : Remy Bordelet
- 7 Fantax contre les tigres noirs (1), SER, 1959
Scénario : Chott - Dessin : Remy Bordelet
- 8 Fantax contre les tigres noirs (2), SER, 1959
Scénario : Chott - Dessin : Remy Bordelet
- 9 Les Nouvelles Aventures de Lord Horace Neighbour, SER, 1959
Scénario : Chott - Dessin : Remy Bordelet

### Albums
- Fantax est de retour, Bédésup, 1986

#### Intégrale
- Fantax, tome 1 (1946-1947), Connaître Chott, 2010
Scénario : J. K. Melwyn-Nash - Dessin : Chott - (ISBN 978-2-9536417-0-7)
- Fantax, tome 2 (1947-1948), Connaître Chott, 2011
Scénario : J. K. Melwyn-Nash - Dessin : Chott et Robert Rocca - (ISBN 978-2-9536417-1-4)
- Fantax, tome 3 (1947-1948), Connaître Chott, 2012
Scénario : J. K. Melwyn-Nash - Dessin : Chott et Robert Rocca - (ISBN 978-2-9536417-2-1)
- Fantax, tome 4 (1948-1949), Connaître Chott, 2013
Scénario : J. K. Melwyn-Nash - Dessin : Chott et Robert Rocca - (ISBN 978-2-9536417-3-8)
- Fantax, tome 5 (1949-1959), Connaître Chott, 2015
Scénario : J. K. Melwyn-Nash - Dessin : Chott et Rémy Bordelet - (ISBN 978-2-9536417-4-5)